# الكحيط (الرقة)
الكحيط قرية سورية تتبع ناحية المنصورة في منطقة الثورة في محافظة الرقة. بلغ عدد سكانها 159 نسمة في عام 2004 حسب إحصاء المكتب المركزي للإحصاء.